# Mackenzie Padington
Mackenzie Padington, née le 2 mars 1999 à Campbell River, est une nageuse canadienne.

## Carrière
Elle obtient aux Championnats pan-pacifiques 2018 à Tokyo la médaille de bronze en relais 4 × 200 m nage libre.